# Viola Sauer
Viola Sauer (* 1950) ist eine deutsche Schauspielerin und Synchronsprecherin.

## Leben und Karriere
Ihre Ausbildung erhielt Sauer an der Hochschule für Musik und Theater Hannover, worauf Engagements an verschiedenen Bühnen Deutschlands folgten, wie in Berlin bei den Kammerspielen, in Wuppertal (Wuppertaler Bühnen) oder in Bremen am Stadttheater.
1982 war Sauer in der Titelrolle in Rainer Wolffhardts Fernsehspiel Die Klassefrau zu sehen, was dazu führte, dass sie an mehreren Film- und Fernsehproduktionen der 1980er und 1990er Jahre beteiligt war, so beispielsweise neben Dieter Hallervorden in Onkel & Co. oder Günter Pfitzmann in seiner Fernsehserie Berliner Weiße mit Schuß. Zudem konnte man sie in den Fernsehserien Der elegante Hund, Detektivbüro Roth, Durchreise oder dem Mehrteiler Barney Barnato sehen.
Viola Sauer ist seit Beginn der 1980er Jahre verstärkt als Synchronsprecherin aktiv geworden, so unter anderem für Khandi Alexander als Alexx Woods in der erfolgreichen US-Serie CSI: Miami, für Stephanie Romanov in Angel – Jäger der Finsternis oder für die von Michelle Forbes gespielte Lynne Kresge in 24. Weiterhin lieh sie ihre Stimme diversen internationalen Stars wie beispielsweise Miranda Garrison in dem Tanzfilm Dirty Dancing oder Katherine Borowitz in der Literaturverfilmung Garp und wie er die Welt sah. Charlotte Rampling lieh sie in acht Filmen ihre Stimme, in zwei Filmen war sie die deutsche Stimme von Mimi Rogers und in drei Filmen die von Jamie Lee Curtis. In der deutschen Synchronkartei ist Sauer mit 429 Sprechrollen gelistet.
Sauer spricht zudem für das wöchentliche ZDF-Kulturmagazin aspekte die Off-Kommentare und arbeitet auch für den Rundfunk (Deutschlandradio, Deutschlandfunk) und das Fernsehen, so für Arte, den WDR und den RBB. Jüngeren Zuhörern dürfte ihre Stimme aus einer Vielzahl von Hörspielen – wie der Gruselkabinett-Reihe (in der Titelrolle der Folge Die Blutbaronin) sowie Anne auf Green Gables, Mimi Rutherford und Benjamin Blümchen (in der Titelrolle der Folge Die Elefantenkönigin) – und Hörbüchern wie Lust auf die alten Griechen oder Der verschollene Liebhaber von Kim Echlin bekannt sein. In der Hörspielserie Gabriel Burns von Volker Sassenberg übernahm sie die wiederkehrende Rolle als Stimme der Zauberin Lil Hastings.

## Filmografie

### Schauspielerin
- 1972: Gestern gelesen – Aus den Akten eines Strafverteidigers (Fernsehserie) – Regie: Jürgen Goslar
- 1974: Das letzte Testament (Regie: Joachim Hess)
- 1980: Liebling, ich lass mich scheiden! – Regie: Imo Moszkowicz
- 1980: Onkel & Co. (Fernsehserie) – Regie: Ralf Gregan
- 1981: Frohes Fest – Regie: George Tabori
- 1982: Die Klassefrau – Regie: Rainer Wolffhardt
- 1982: Sei zärtlich, Pinguin – Regie: Peter Hajek
- 1984: Bali (Fernsehfilm, Regie: István Szabó)
- 1987: Praxis Bülowbogen Staffel 1 Folge 07 Kleine Nachtmusik
- 1987: Berliner Weiße mit Schuß (Fernsehserie) – Regie: Ralf Gregan
- 1987: Der elegante Hund (Fernsehserie) – Regie: Franz Geiger
- 1991: Tatort (245. Episode: Tini) – Regie: Stanislav Barabáš
- 1991: Die Spielerin (Regie: Manfred Grunert) laut DRA
- 1993: Durchreise – Die Geschichte einer Firma (Sechsteiliger Fernsehfilm) – Regie: Peter Weck
- 1996: Wolkenstein (2. Episode: Einzelkämpfer) – Regie: Axel de Roche
- 1997: Duell zu dritt (Fernsehserie) – Regie: Peter Sämann
- 1997: Für alle Fälle Stefanie (60. Episode: Ein Unglück kommt selten allein)

### Synchronsprecherin (Auswahl)

#### FürMichelle Forbes
- 2004: 24 als Lynne Kresge
- 2007: Prison Break als Samantha Brinker
- 2008: Alias – Die Agentin als Dr. Maggie Sinclair

#### Filme
- 1979: für Lonette McKee in Explosion in Kuba als Therese Mederos
- 1987: für Miranda Garrison in Dirty Dancing als Vivian Pressman
- 1987: für Catherine Ferrière in Ein unzertrennliches Gespann als Rezeptionistin
- 1988: für Virginia Field in Ein Yankee aus Connecticut an König Arthurs Hof als Morgan Le Fay
- 1988: für Amy Aquino in Die Waffen der Frauen als Alice Baxter
- 1992: für Rita Hayworth in Affäre in Trinidad als Chris Emery
- 1993: für Victoria Abril in Kika als Andrea Caracortada
- 1999: für Eve Crawford in Willkommen in Freak City als Veronica (Pflegerin)
- 2007: für Esther Scott in Das Streben nach Glück als Debra
- 2008: für Shohreh Aghdashloo in Eine für 4 – Unterwegs in Sachen Liebe als Professor Nasrin Mehani
- 2016: für Kim Hae–sook in The Handmaiden als Sasaki

#### Serien
- 1984: für Charly McClain in Hart aber herzlich als Lorene Tyler
- 1985: für Christine Belford in Hart aber herzlich als Victoria
- 1987: für Debbie Allen in Love Boat als Reesa Marlowe
- 1988: für June Chadwick in Trio mit vier Fäusten als Lt. Joanna Parisi
- 2002–2010: für Khandi Alexander in CSI: Miami als Dr. Alexx Woods
- 2007: für Judyann Elder in Desperate Housewives als Dr. Brody
- 2010: für Nancy Travis in Desperate Housewives als Dr. Mary Wagner
- 2015–2016: für Tovah Feldshuh in The Walking Dead als Deanna Monroe

## Hörspiele
- 1986: Michael Koser: Dritte Runde für van Dusen[3] – Regie: Rainer Clute (Kriminalhörspiel – RIAS Berlin)
- 1986: Horst Bieber: Der Irrtum – Regie: Albrecht Surkau (Kriminalhörspiel – WDR)
- 1991: Edgar Hilsenrath: Das Märchen vom letzten Gedanken (Wartans Mutter Zovinar) – Regie: Peter Groeger (Hörspiel – SFB/HR)
- 1992: Friedrich Gorenstein: Streit um Dostojewski – Regie: Walter Niklaus (Hörspiel – SFB/DS Kultur)
- 2018: Sivan Ben Yishai: 40 Grad im Schatten [aber kein Schatten hier] – Regie: Gerrit Booms (Hörspiel – WDR)